# První kategorie 1905
Soutěž Prima Categoria 1905 byl 8. ročník nejvyšší italské fotbalové ligy a konal se od 5. února do 9. dubna roku 1905. Turnaje se účastnilo šest klubů ze tří měst. Ve skutečnosti se soutěži účastnilo pět klubů, protože Torinese se účastí vzdalo.

## Vzorec
Poprvé se turnaje zúčastnil klub Milanese, který měl několik hráčů již rozpuštěného klubu Mediolanum. Italská fotbalová federace se stala v roce 1904 členem FIFA a tak se rozhodla zavést do tohoto šampionátu organický vzorec. Poprvé byly zavedeny odvetné zápasy a bylo zachováno rozdělení mezi regionálními přípravnými zápasy a národní fází, zatímco systém kola výzvy byl zrušen, takže byli nuceni i úřadující mistři (v tomto roce Janov) projít předkolo jako ostatní týmy. Dále se nehrálo zápasové finále, ale hrálo se mezi vítězi regionálních skupin. Ve finálové skupině hrál každý s každým dvakrát a vítěz se stal kdo měl nejvíce bodů.

## Události
Klub Torinese se měl utkat s Juventusem v předkole, jenže ze soutěže se nakonec odhlásil a Bianconeri postoupili do finále. Milán byl vyřazen nováčkem Milanese a obhájce z minulého ročníku Janov postoupil díky jediné vstřelené brance.
Po dvou letech, ve kterém Juventus vždy ve finále prohrál se nyní dočkal svého prvního titulu v klubové historii. Pomohlo jim hlavně klub Milanese, které v posledním kole překvapivě remizovalo z Janovem 2:2. 

## Účastníci šampionátu
| Klub         | Město | Stadion                         | Provincie |
| ------------ | ----- | ------------------------------- | --------- |
| Janov        | Janov | Campo sportivo di Ponte Carrega | Ligurie   |
| Andrea Doria | Janov | Campo sportivo di Ponte Carrega | Ligurie   |
| Milán        | Milán | Campo Acquabella                | Lombardie |
| Milanese     | Milán | Campo di Via Comasina           | Lombardie |
| Torinese     | Turín | Velodromo Umberto I             | Piemont   |
| Juventus     | Turín | Velodromo Umberto I             | Piemont   |

## Zápasy

### Předkolo

#### Liguria
| 1. zápas 5. únor 1905 | Janov | 0 – 0 | Andrea Doria | Campo Sportivo di Ponte Carrega, Janov |  |  |
|                       |       |       |              | Rozhodčí: Hans Heinrich Suter          |  |  |
|                       |       |       |              |                                        |  |  |

| 2. zápas 19. únor 1905 | Andrea Doria | 0 – 1 | Janov               | Campo Sportivo di Ponte Carrega, Janov |  |  |
|                        |              |       | Joseph William Agar | Rozhodčí: Edward Dobbie                |  |  |
|                        |              |       |                     |                                        |  |  |

- Janov postoupil do finále.

#### Lombardie
| 1. zápas 12. únor 1905 | Milán                           | 3 – 3  | Milanese           | Campo Acquabella, Milán  |  |  |
| 16:00 SELČ             | Gustavo Carrer Alessandro Trerè | Report | Agostino Recalcati | Rozhodčí: Enrico Pasteur |  |  |
|                        |                                 |        |                    |                          |  |  |

| 2. zápas 19. únor 1905 | Milanese                           | 7 – 6  | Milán                             | Campo di Via Comasina, Milán |  |  |
| 15:00 SELČ             | Franco Varisco Alfredo Franziosi ? | Report | Giuseppe Rizzi Alessandro Trerè ? | Rozhodčí: Umberto Malvano    |  |  |
|                        |                                    |        |                                   |                              |  |  |

- Milanese postoupil do finále.

#### Piemont
| 1. zápas 19. únor 1905 | Torinese | 0 – 2  | Juventus | Velodromo Umberto I, Turín |  |  |
| 14:30 SELČ             |          | Report |          |                            |  |  |
|                        |          |        |          |                            |  |  |

| 2. zápas 26. únor 1905 | Juventus | 2 – 0  | Torinese | Velodromo Umberto I, Turín |  |  |
|                        |          | Report |          |                            |  |  |
|                        |          |        |          |                            |  |  |

- Juventus postoupil do finále.

### Finálová skupina
|  | Poz | Tým      | B | Z | V | R | P | VG | OG | B  |
|  | --- | -------- | - | - | - | - | - | -- | -- | -- |
|  | 1   | Juventus | 6 | 4 | 2 | 2 | 0 | 9  | 3  | +6 |
|  | 2   | Janov    | 5 | 4 | 1 | 3 | 0 | 7  | 6  | +1 |
|  | 3   | Milanese | 1 | 4 | 0 | 1 | 3 | 5  | 12 | -7 |

Výsledky
- Juventus 3:0 a 4:1 Milanese
- Janov 1:1 a 1:1 Juventus
- Milanese 2:3 a 2:2 Janov

## Vítěz
| Prima Categoria Vítěz pro rok 1905 |
| ---------------------------------- |
| Juventus FC                        |
|                                    |